# اقتصاد جمهورية الكونغو
اقتصاد جمهورية الكونغو هو خليط من صيد الكفاف وال زراعة، والقطاع الصناعي بشكل كبير على استخراج النفط والخدمات المدعمة والإنفاق الحكومي، الذي يعاني من مشاكل الميزانية والعمالة الزائدة. وقد حل النفط محل علم التحريج والدعامة الأساسية للاقتصاد، وتوفير حصة كبيرة من الإيرادات الحكومية والصادرات. وفي الآونة الأخيرة تحولت البلاد على نحو متزايد من الغاز الطبيعي إلى كهرباء بدلا من حرقه، مما حسّن آفاق الطاقة بشكل كبير.

## التاريخ الاقتصادي
بين عامي 1994 و 1996، مر الاقتصاد الكونغولي بمرحلة انتقالية صعبة.  اتخذت الكونغو عددًا من الإجراءات لتحرير اقتصادها، بما في ذلك إصلاح قوانين الضرائب والاستثمار والعمالة. وإطلقت عمليات خصخصة للمؤسسات شبه الحكومية.
بحلول نهاية عام 1996، كانت الكونغو قد أحرزت تقدما كبيرا في مختلف المجالات المستهدفة للإصلاح. فقد خطت خطوات كبيرة نحو استقرار الاقتصاد الكلي من خلال تحسين المالية العامة وإعادة هيكلة الديون الخارجية. وقد صاحب هذا التغيير تحسينات في هيكل النفقات. علاوة على ذلك، استفادت الكونغو من إعادة هيكلة الديون من اتفاقية نادي باريس في يوليو 1996.
لكن هذا البرنامج الإصلاحي توقف في أوائل يونيو 1997 عندما اندلعت الحرب. أعرب ديني ساسو نغيسو، الذي عاد إلى السلطة عندما انتهت الحرب في أكتوبر 1997، عن اهتمامه بالمضي قدمًا في الإصلاحات الاقتصادية والخصخصة وفي تجديد التعاون مع المؤسسات المالية الدولية. ومع ذلك، الاقتصاد بشدة من انخفاض أسعار النفط في عام 1998، مما أدى إلى تفاقم عجز ميزانية جمهورية الكونغو. كانت الضربة الثانية هي استئناف النزاع المسلح في ديسمبر 1998.
لا تزال الآفاق الاقتصادية للكونغو تعتمد إلى حد كبير على قدرة البلاد على إرساء الاستقرار السياسي والحكم الديمقراطي، صدقت الكونغو والولايات المتحدة على معاهدة استثمار ثنائية تهدف إلى تسهيل وحماية الاستثمار الأجنبي. كما تبنت الدولة قانونًا جديدًا للاستثمار يهدف إلى جذب رأس المال الأجنبي. على الرغم من ذلك، لا يُعتبر مناخ الاستثمار في الكونغو مواتياً، حيث يقدم القليل من الحوافز المفيدة. حيث ارتفاع تكاليف العمالة والطاقة والمواد الخام والنقل تعد من العوامل التي تثبط الاستثمار. كما أدى عدم الاستقرار السياسي الأخير، وأضرار الحرب إلى تقويض ثقة المستثمرين. في السنوات الأخيرة، تباطأ النمو الاقتصادي للجمهورية بسبب انخفاض أسعار النفط في الفترة 2014-2016.

## الزراعة
الزراعة في الغالب كفافية. ووفقًا لإحصاءات البنك الدولي، اعتبارًا من عام 2012 ، كانت مساحة الأراض الصالحة لزراعة 106.000 كيلومتر مربع (26.000.000 فدان) والتي كانت تمثل 31٪ من إجمالي مساحة البلاد. بينما تبلغ مساحة الأراضي المزروعة 530 ألف هكتار (1300000 فدان)، أي 1.6٪ فقط من مساحة البلاد.  المحاصيل النقدية الرئسية هي قصب السكر والتبغ،  النخيل، الكاكاو، والبن.  المحاصيل الاستهلاكية الرئيسية هي الموز والبفرة والفول السوداني والموز والبطاطا.  مع جهود الحكومة منذ عام 1987، زاد الإنتاج الزراعي بسبب تحرير الأسعار، وإطلاق مؤسسات ائتمان زراعي جديدة، وإغلاق معظم مزارع الدولة.

## البترول
يعتبر قطاع البترول المتنامي في جمهورية الكونغو إلى حد كبير مصدر الدخل الرئيسي للبلاد. حيث شكلت صناعة البترول 89٪ من صادرات البلاد في عام 2010. وتحتل جمهورية الكونغو المرتبة السابعة في إنتاج النفط على مستوى أفريقيا. في أوائل الثمانينيات، مكنت عائدات النفط المتزايدة بسرعة الحكومة من تمويل مشاريع التنمية مع نمو بلغ 5٪ سنويًا. وتهيمن شركة النفط الفرنسية شبه الحكومية توتال على قطاع النفط الكونغولي، والتي تمثل 70 ٪ من إنتاج النفط السنوي للبلاد. احتلت شركة النفط الإيطالية Εni المرتبة الثانية.

## إحصائيات
يوضح الجدول التالي أهم المؤشرات الاقتصادية للفترة 1980-2017.
| السنة                                                      | 1980  | 1985  | 1990  | 1995  | 2000  | 2005  | 2006  | 2007  | 2008  | 2009  | 2010  | 2011  | 2012  | 2013  | 2014  | 2015  | 2016  | 2017  |
| ---------------------------------------------------------- | ----- | ----- | ----- | ----- | ----- | ----- | ----- | ----- | ----- | ----- | ----- | ----- | ----- | ----- | ----- | ----- | ----- | ----- |
| الناتج الإجمالي بمليارات الدولارات (تعادل القدرة الشرائية) | 3.13  | 4.55  | 8.29  | 9.57  | 11.72 | 16.06 | 17.59 | 17.77 | 19.13 | 20.78 | 22.87 | 24.14 | 25.52 | 26.78 | 29.13 | 30.22 | 29.74 | 28.88 |
| نصيب افرد (تعادل القدرة الشرائية)                          | 1,967 | 2,458 | 3,735 | 3,788 | 4,100 | 4,968 | 5,307 | 5,231 | 5,494 | 5,825 | 6,253 | 6,438 | 6,642 | 6,800 | 7,215 | 7,302 | 7,011 | 6,642 |
| النمو                                                      | 12.7% | 2.4%  | 1.0%  | 4.0%  | 7.6%  | 7.8%  | 6.2%  | −1.7% | 5.6%  | 7.8%  | 4.8%  | 3.4%  | 3.8%  | 3.3%  | 6.8%  | 2.6%  | −2.8% | −4.6% |
| التضخم (نسبة مئوية)                                        | 7.3%  | 3.5%  | 0.3%  | 6.3%  | 0.5%  | 3.5%  | 3.7%  | 2.6%  | 6.0%  | 4.3%  | 0.4%  | 1.8%  | 5.0%  | 4.6%  | 0.9%  | 3.2%  | 3.2%  | 0.5%  |
| الدين (نسبة مئوية من الناتج الإجمالي)                      | ...   | ...   | ...   | ...   | 163%  | 108%  | 99%   | 111%  | 79%   | 63%   | 22%   | 24%   | 29%   | 34%   | 48%   | 97%   | 115%  | 120%  |